# Iraúna-velada
Rabo-de-quilha-aveludado ou iraúna-velada (Lampropsar tanagrinus) é uma espécie de ave da família Icteridae. É a única espécie do género Lampropsar.
Pode ser encontrada nos seguintes países: Bolívia, Brasil, Colômbia, Equador, Guiana, Peru e Venezuela. Seus habitats naturais são: pântanos subtropicais ou tropicais e florestas secundárias altamente degradadas.